# Bergur Midjord
Bergur Midjord (ur. 20 kwietnia 1985) – farerski piłkarz grający na pozycji pomocnika w klubie B36 Tórshavn (Formuladeildin) ze stolicy rodzinnego archipelagu.

## Kariera piłkarska
Midjord od początku swojej kariery gra w zespole B36 Tórshavn ze stolicy Wysp Owczych. Zaczął tam grę w roku 2002, pojawiając się wówczas na boisku tylko raz w wygranym 6-0 meczu z VB Vágur. Cały kolejny sezon Midjord przesiedział na ławce rezerwowych. Dopiero rok 2004 rozpoczął bardziej regularne występy Bergura w składzie drużyny, wystąpił wtedy 10 razy, rok później zaś zajął miejsce w podstawowej jedenastce swojego zespołu grając w 25 spotkaniach. Wtedy też zdobył swoją pierwszą bramkę, zdobywając poza nią jeszcze cztery inne.

## Kariera reprezentacyjna
Bergur Midjord został w 2007 roku powołany do narodowej reprezentacji, pojawił się w niej do tej pory raz, na 44 minuty.